# DO1 (Paläoklima)
DO1 ist das zweite der insgesamt 26 Dansgaard-Oeschger-Ereignisse der letzten Kaltzeit. Es fand zu Beginn des Meiendorf-Interstadials vor zirka 12400 Jahren v. Chr. statt.

## Charakterisierung
Eisbohrkerne aus Grönland dokumentieren ein scharfes Ansteigen der δ18O-Werte und folglich auch einen raschen Temperaturanstieg ins Meiendorf-Interstadial. Der Eisbohrkern von Dye-3 im Süden Grönlands zeigt ein rapides Hochschnellen der Werte von - 34 ‰ auf - 30 ‰ innerhalb von rund 100 Jahren, der von GISP2 von - 40 auf -35 ‰, der von GRIP von - 39,5 auf - 34,5 % (beide im Zentrum des Eisschildes auf 72° nördlicher Breite gelegen) und der von NGRIP im Norden Grönlands von - 41 auf - 36 ‰. Der Unterschied beträgt somit 4 bis 5 ‰ innerhalb dieser recht kurzen Zeitspanne. Der Sauerstoffisotopenanstieg in GISP2 ist einer Temperaturerhöhung von 13 °C äquivalent, die Jahresmittel stiegen beispielsweise an dieser Bohrstation von - 45 °C auf - 32 °C an.
Bohrkerne aus der Antarktis wie beispielsweise Byrd lassen die DO1-Anomalie so gut wie gar nicht erkennen, sie dokumentieren vielmehr einen recht stetigen Temperaturanstieg in Richtung Meiendorf-Interstadial.
Verbunden mit dem DO1-Ereignis sind Konzentrationserhöhungen bei den Treibhausgasen wie Methan (deutlich) und Kohlendioxid (weniger deutlich).
DO1 dürfte das bedeutendste Dansgaard-Oeschger-Ereignis darstellen, da sein Maximalwert fast das Niveau der holozänen Spitzenwerte (- 34 ‰) erreichte.

## Zeitliche Stellung

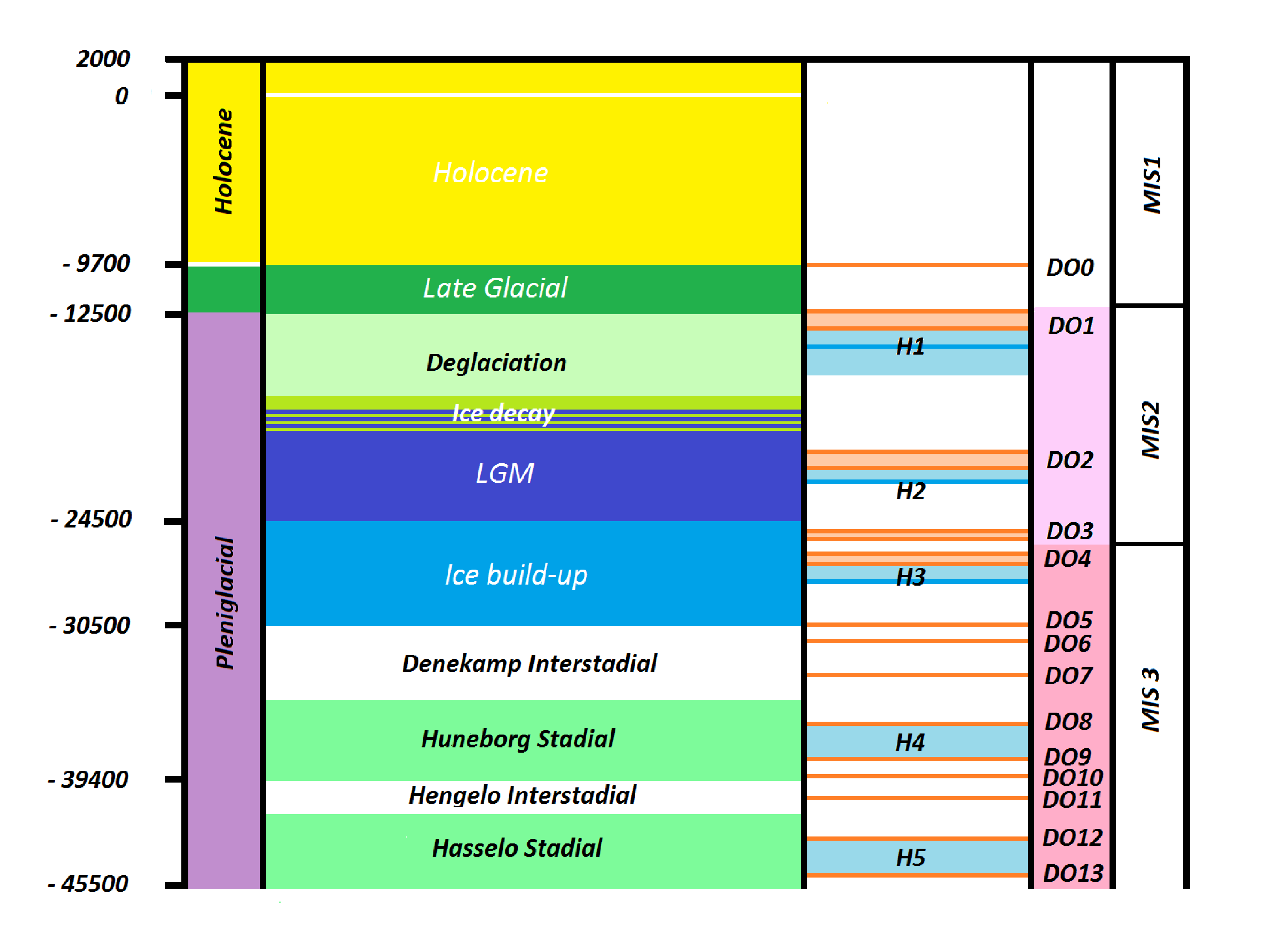
Zeitliche Einordnung des DO1 während der letzten 47.500 Jahre Erdgeschichte

Die positive Wärmeanomalie DO1 folgt auf den Kältetrog des Heinrich-Ereignisses H1, das die Zeitspanne 16000 bis 13000 v. Chr. überdeckt und dessen Minimum bei 14000 v. Chr. liegt. Hemming (2004) setzt dieses Minimum bereits etwas früher bei 14800 v. Chr. an.
DO1 kann zur Definition des Beginns des relativ warmen Meiendorf-Interstadials herangezogen werden und liegt somit im Zeitraum 12500 bis 12300 v. Chr.
Der zeitliche Abstand zum vorausgehenden, bereits im Letzteiszeitlichen Maximum liegenden DO2 (21300 bis 20500 v. Chr.) beträgt (gemittelt) 8500 Jahre. Dies entspricht in etwa sechs 1470-Jahres-Zyklen.
Auf DO1 folgt noch der jähe Sauerstoffisotopen- bzw. Temperaturanstieg an der Grenze Jüngere Dryas/Holozän (9700 v. Chr.), der oft als Dansgaard-Oeschger-Ereignis angesehen wird und mit DO0 bezeichnet wird. Der zeitliche Abstand zu diesem Ereignis beträgt 2600 Jahre oder fast zwei 1470-Jahreszyklen.